# Rokytník skvělý
Rokytník skvělý (Hylocomium splendens) se řadí k nejběžnějším druhům mechů v jehličnatých porostech, kde často doprovází smrk.

## Popis

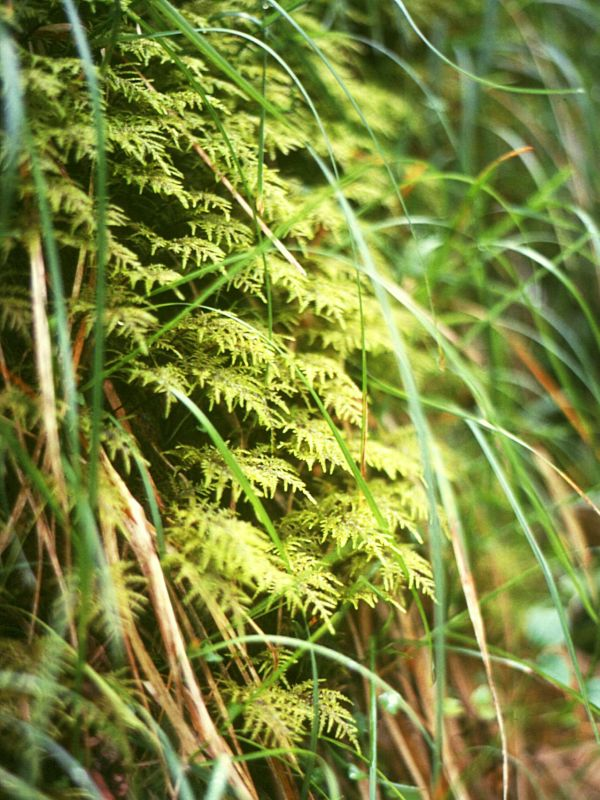
Rokytník skvělý

Rokytník skvělý tvoří mohutné několikavrstevné porosty žluté až olivově zelené barvy. Svým vzhledem může připomínat lesklé koberce či polštáře.
Jednotlivé lodyžky (kauloidy) bývají dlouhé 10–15 cm, mohou však dorůstat do výšky až 20 cm. Jsou vzpřímené, dvojnásobně či trojnásobně větvené, vždy poschoďovitě rozprostřené. Na lodyžkách si lze povšimnout hustých vláknitých červených výrůstků. Lístky (fyloidy) jsou k lodyžce přitisklé. Bývají zpravidla dlouhé 1–3 mm a mají vejčitý tvar. Na konci jsou zúžené v dlouhou, zprohýbanou špičku. Okraj mívají jemně pilovitý. Jejich žebro je velice krátké a dvojité. Z lodyžky lístky vyrůstají šroubovitě a vzájemně se překrývají.
Sporofyt tohoto dvoudomého mechu je tvořen štětem, který může být dlouhý až 4 cm. Červený štět vyrůstající z postranních lodyžek je silný. Nese oválnou, hnědě zbarvenou tobolku, jež je přikryta malým, krátce zobanitým víčkem. Uvnitř tobolky dozrává na jaře velké množství výtrusů.

## Stanoviště a výskyt
Rokytník skvělý je ukazatelem středně dobrých půd. Charakteristický je zejména pro kyselá stanoviště s dobrým rozkladem humusu, s průměrnou zásobou živin a s dostatečnými vlhkostními podmínkami. Vyskytuje se od nížin až do vysokých horských poloh. Je průvodcem nejčastěji smrkových lesů, proto je jeho šíření podporováno pěstováním jehličnatých lesů. Můžeme ho však nalézt také v lesích dubohabrových nebo bukových. Chybí na pasekách, protože nesnáší přímé sluneční osvětlení, je tedy polostinný.